# Ofu
För andra betydelser, se Ofu (olika betydelser).

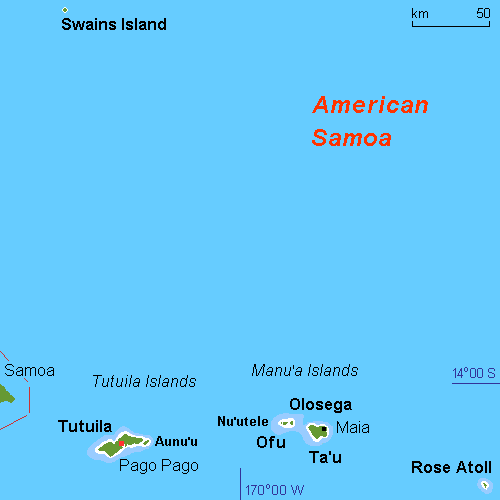
Lägeskarta

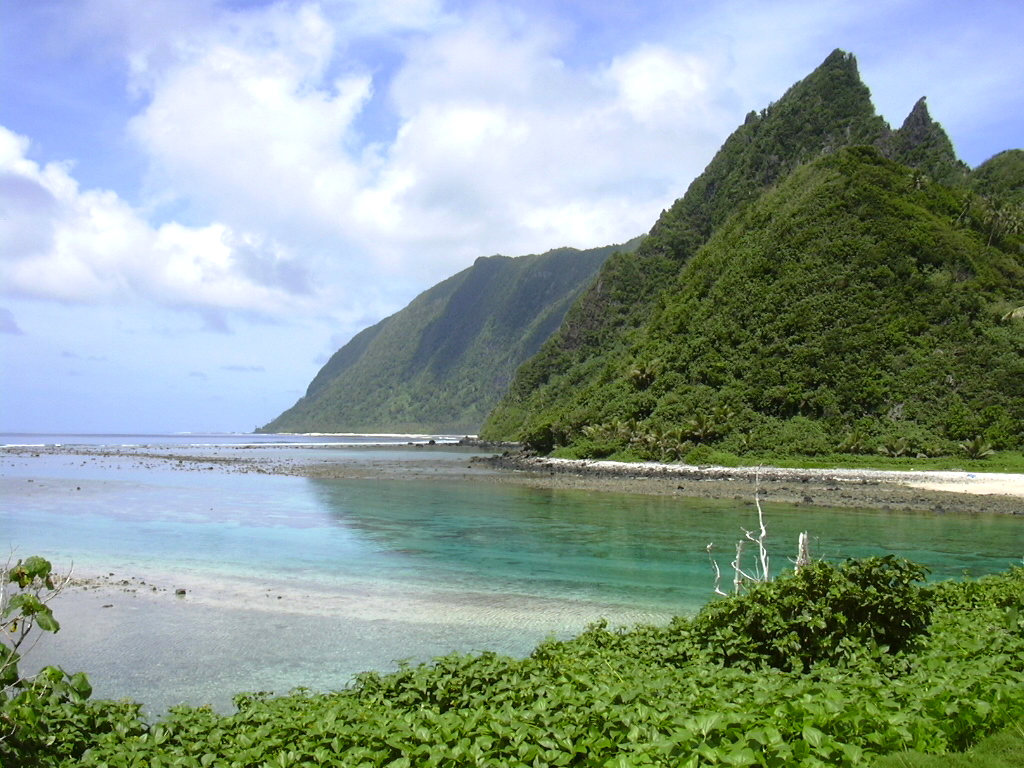
Ofu, sett från Olosega.

Ofu (engelska Ofu Island, samoanska  'Ofu) är en ö i Amerikanska Samoa i södra Stilla havet.

## Geografi
Ofu ligger cirka 95 km öster om huvudön Tutuila och är den västligaste ön bland Manu'aöarna.
Ön är av vulkaniskt ursprung och har en areal om cirka 4,9 km².. Ca 1 km väster om Ofu ligger den obebodda ön Nu'utele på ca 1,08 km² och grannön Olosega ligger endast 75 meter öster om sundet Asaga Strait. Öarna omges av ett korallrev.
Den högsta höjden är Tumu Mountain på ca 494 m ö.h. på öns mellersta del.
Befolkningen uppgår till ca 289 invånare där de flesta bor i huvudorten Ofu på öns västra del. Förvaltningsmässigt utgör ön ett "county" (län) i distriktet Manu'adistrict. På öns sydöstra del ligger även det arkeologiska området To’aga.
Öns flygplats Ofu (flygplatskod "OFU") som ligger på Ofus östra del har kapacitet för lokalt flyg. Det finns även en liten hamn med regelbundna färjeförbindelser med Tutuila.

## Historia
Samoaöarna beboddes av polynesier sedan 1000-talet f.Kr.
Den 16 juli 1904 övergick Ofu tillsammans med övriga Manu'aöarna formellt till USA:s förvaltning efter Samoaöarnas delning genom Berlinfördraget..
Ofu förvaltades av den amerikanska flottan (US Navy) från den 17 februari 1900 till den 29 juni 1951 då förvaltningen övergick till det amerikanska inrikesdepartementet (US Department of the Interior).
I början på 1970-talet byggdes den bro som förbinder Ofu och Olosega.
Den 31 oktober 1988 inrättades American Samoa nationalpark som omfattar delar av Tutuila, Ofu och Ta'ū.